# Чужа
«Чужа» (рос. Чужая) — радянський художній фільм 1978 року, знятий режисером Володимиром Шределем на кіностудії «Ленфільм» за мотивами однойменного оповідання Юрія Нагібіна

## Сюжет
Директор заводу Кунгурцев повертається із закордонної поїздки і дізнається, що його давній та єдиний друг інженер Олексій Путятін збирається одружитися на Вірі, яка сильно відрізняється від першої дружини Липи, першої дружини Олексія.

## У ролях
- Ія Саввіна — Віра Дмитрівна
- Георгій Жжонов — Павло Леонтійович Кунгурцев, директор заводу
- Володимир Заманський — Олексій Путятін, Путя
- Інна Кондратьєва — Марія Петрівна, дружина Кунгурцева
- Леонід Оболенський — Леонід Леонідович, режисер
- Ірина Губанова — Оленка, помічник режисера
- Олег Бєлов — Сергій Бурига, кінооператор
- Любов Стриженова — Липочка, перша дружина Путятіна
- Андрій Балибердін — Антон, син Кунгурцевих
- Олена Колишева — Оля, дочка Віри Дмитрівни
- Микита Михайловський — Мітька, молодший син Кунгурцева
- Софія Аверічева — епізод
- Володимир Аршинов — епізод
- М. Виноградов — епізод
- Віктор Сергєєв — епізод
- Володимир Шибанков — браконьєр (озвучив Ігор Єфімов)
- Анатолій Кобзар — Іван Сергійович

## Знімальна група
- Режисер — Володимир Шредель
- Сценарист — Юрій Нагібін
- Оператор — Володимир Ковзель
- Композитор — Альберт Пресленєв
- Художник — Володимир Гасилов